# Jean Piaget
Jean William Fritz Piaget (Neuchâtel, 9 de agosto de 1896-Ginebra, 16 de septiembre de 1980), conocido como Jean Piaget, fue un biólogo suizo, pionero de la psicología evolutiva y padre de la epistemología genética, reconocido por sus aportes al estudio de la infancia y por su teoría cognitiva constructivista del desarrollo de la inteligencia.

## Biografía

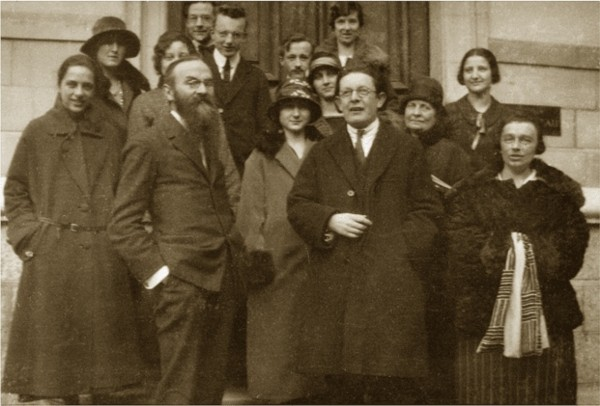
Junto a Pierre Bovet (primer plano a la izquierda), en la entrada del Instituto Jean-Jacques Rousseau de la Universidad de Ginebra, 1925.

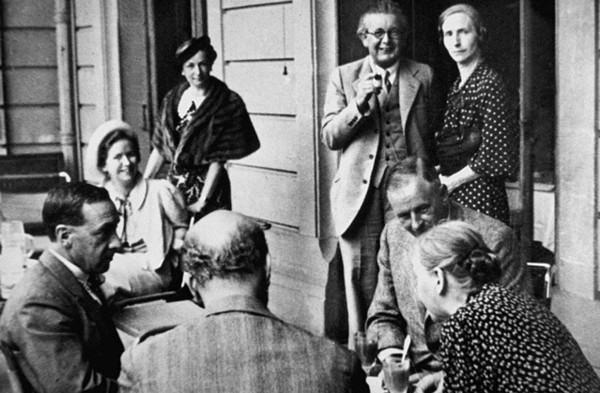
Jean Piaget y su esposa, Valentina, en una conferencia de la Oficina Internacional de Educación, en 1932.

Hijo mayor del suizo Arthur Piaget y de la francesa Rebecca Jackson, Jean Piaget nació en Neuchâtel, ciudad de la Suiza francófona. Su padre fue un destacado profesor de literatura medieval en la Universidad de Neuchâtel. Su abuelo materno, James Jackson, fue el creador de la primera fábrica de acero de crisol en Francia.
Jean Piaget fue un niño precoz que desarrolló un interés temprano por la biología y el mundo natural, especialmente por los moluscos. A los 11 años, mientras cursaba sus estudios en el Instituto Latino de su ciudad natal, redactó un estudio referido a cierta especie de gorrión albino y luego escribió un tratado de malacología durante sus estudios medios.
Se licenció y doctoró en ciencias naturales en la Universidad de Neuchâtel en 1918, con una tesis sobre los moluscos del cantón de Valais. Hasta su traslado a París en 1919, se desempeñó por un período breve en la Universidad de Zúrich donde publicó dos trabajos sobre Psicología. En esa época comenzó su interés en el Psicoanálisis, contexto en el que profundizó, además, en la obra de Sigmund Freud y Carl Gustav Jung. Fue analizado por Sabina Spielrein (años después asistiría al Congreso de Psicoanálisis en Berlín en 1922, donde también conoció personalmente a Freud).
Después de mudarse a París, desarrolló una vida académica intensa marcada por los contactos con connotados del área. Trabajó con Hans Lipps y Eugen Bleuler. Enseñó en una escuela para niños en la calle Grange-aux-Belles dirigida por Alfred Binet, quien había creado junto a Théodore Simon la escala y el Test de inteligencia de Binet-Simon. A Binet lo había conocido previamente mientras estudiaba en la Universidad de París. Al calificar algunas de las tareas del test de inteligencia, Piaget notó que los niños y jóvenes daban respuestas equivocadas a ciertas preguntas, pero que estos errores eran consistentes y obedecían a una cierta regularidad que merecía atención.
Así, Piaget no se fijó en el hecho de que las respuestas fuesen equivocadas, sino en el patrón de errores que algunos niños mayores y los adultos ya no mostraban. Esto lo llevó a aventurar primeramente la hipótesis explicativa de que el proceso cognitivo o pensamiento de los niños jóvenes es inherentemente diferente del de los adultos (finalmente llegaría a proponer una teoría global de las etapas del desarrollo, afirmando que los individuos exhiben ciertos patrones de cognición comunes y diferenciables en cada período). En 1920 participó también en el perfeccionamiento de la Prueba de inteligencia de C.I. (Cociente Intelectual) desarrollado por Stern.
Retornó a Suiza en 1921 y se incorporó al Instituto Rousseau de Ginebra, institución en la que fue director de investigaciones.
En 1923, contrajo matrimonio con Valentine Châtenay, con quien tuvo tres hijos: Lucienne, Laurent y Jacqueline, a quienes Piaget estudió desde su infancia.
A partir de 1936, mientras ejercía la docencia en la Universidad de Lausana y era editor de publicaciones científicas de renombre en este ámbito (como los Archives de Psychologie y la Revue Suisse de Psychologie), fue nombrado director de la Oficina Internacional de Educación, un organismo internacional que en 1969 pasaría a formar parte de la UNESCO.
Durante los años 1951 a 1954 fue secretario general de la Unión Internacional de Ciencia Psicológica (IUPsyS).
En 1955, Piaget creó el Centro Internacional para la Epistemología Genética de Ginebra, el cual dirigió hasta su muerte en 1980.

## Teoría
Sus principales influencias, además de las de Alfred Binet, fueron las de James Mark Baldwin, de quien toma las nociones de adaptación por asimilación y acomodación en circularidad (circularidad puede entenderse como realimentación). A través de Baldwin le llega el influjo de la filosofía evolutiva de Spencer, filosofía directamente imbuida de la teoría de Darwin. Piaget emprendió así su teorización y logra sus descubrimientos teniendo una perspectiva que es al mismo tiempo biológica, lógica y psicológica, reuniéndose en una nueva epistemología. Por eso nos habla de una epistemología genética, entendiendo aquí la epistemología, no como la rama de la filosofía que estudia a la ciencia, sino como la investigación de las capacidades cognitivas (de un modo absolutamente empírico, lo que le diferencia también de la Gnoseología). En cuanto al uso del concepto genética, este no se refiere tanto al campo de la biología que estudia los genes, sino a la investigación de la génesis del pensar en el humano, aunque ciertamente Piaget reconoce que tal génesis del pensar tiene en gran proporción (aunque de ningún modo totalmente) patrones que derivan de los genes. Sin embargo, y es uno de los grandes descubrimientos de Piaget, el pensar se despliega desde una base genética solo mediante estímulos socioculturales, así como el pensar se configura por la información que el sujeto va recibiendo, información que el sujeto aprende siempre de un modo activo por más inconsciente y pasivo que parezca el procesamiento de la información.
Publicó varios estudios sobre psicología infantil e inicialmente partió en la detallada observación del crecimiento de sus hijos, elaboró hipótesis de la inteligencia sensoriomotriz que describe el desarrollo casi espontáneo de una inteligencia práctica que se sustenta en la acción (praxis —en plural, praxia—). Posteriormente realizó múltiples  investigaciones para seguir construyendo y ampliando su teoría
Piaget sostiene en su teoría sobre el desarrollo cognitivo infantil que los principios de la lógica comienzan a instalarse antes de la adquisición del lenguaje, generándose a través de la actividad sensorial y motriz del bebé en interacción e interrelación con el medio, especialmente con el medio sociocultural (a esto último, a partir de la psicología vygotskiana se suele denominar mediación cultural).
En La psicología de la inteligencia (1947) Piaget recopila las clases impartidas en el Collège de France durante el año 1942, resumiendo allí sus investigaciones psicogenéticas de la inteligencia; en tal obra Piaget postula que la lógica es la base del pensamiento; y que en consecuencia la inteligencia es un término genérico para designar al conjunto de operaciones lógicas para las que está capacitado el ser humano, yendo desde la percepción, las operaciones de clasificación, substitución, abstracción, etc., hasta —por lo menos— el cálculo proporcional.
Jean Piaget trabajó con el matemático sudafricano Seymour Papert en la Universidad de Ginebra desde 1959 hasta 1963.
Piaget demuestra que existen diferencias cualitativas entre el pensar infantil y el pensar adulto, más aún: existen diferencias cualitativas en diferentes momentos o etapas de la infancia (lo cual no implica que no haya en la sociedad humana actual una multitud de adultos cronológicos que mantienen una edad mental pueril, explicable por el efecto del medio social).
Entonces surgió la teoría Constructivista del aprendizaje, de su autoría.
Por tal demostración, Piaget hace notar que la capacidad cognitiva y la inteligencia se encuentran estrechamente ligadas al medio social y físico. Así considera Piaget que los dos procesos que caracterizan a la evolución y adaptación del psiquismo humano son los de la asimilación y acomodación. Ambas son capacidades innatas que por factores genéticos (quizás del tipo homeóstasis) se van desplegando ante determinados estímulos en muy determinadas etapas o estados del desarrollo, en muy precisos periodos etarios (o para decirlo más simplemente: en determinadas edades sucesivas).

## Asimilación
El proceso de asimilación consiste en la interiorización o internalización de un objeto o un evento a una estructura comportamental y cognitiva preestablecida. Por ejemplo, el niño utiliza un objeto para efectuar una actividad que preexiste en su repertorio motor o para decodificar un nuevo evento basándose en experiencias y elementos que ya le eran conocidos (por ejemplo: un bebé que aferra un objeto nuevo y lo lleva a su boca, —el aferrar y llevar a la boca son actividades prácticamente innatas que ahora son utilizadas para un nuevo objetivo—). Así pues, el niño lleva a cabo procesos de asimilación cuando aprende a aplicar esquemas preexistentes a nuevos objetos o situaciones.
La asimilación es el proceso a través del cual las personas tienen un inicio de comprensión o experimentación en términos de su estadio del desarrollo cognoscitivo y forma de pensamiento. La asimilación se da, entonces, cuando se actúa sobre un estímulo o evento, que se percibe y se comprende de acuerdo con los patrones existentes de pensamiento. Por ejemplo, un infante que trata de succionar cualquier juguete en la misma forma está asimilando los objetos a su esquema existente de succión. De forma similar, un niño que ve por primera vez una ardilla voladora en el zoológico y la llama "pájaro", está asimilando la ardilla a su esquema existente de pájaro. También al intercambiar experiencias con los otros seres que estén en su entorno.

## Acomodación
La acomodación o ajuste es un concepto psicológico introducido por Jean Piaget. Es, junto con la asimilación, uno de los dos procesos básicos para este autor en el proceso de desarrollo cognitivo del niño, que perdurará aproximadamente los primeros 11 años. Las equilibraciones comenzarán después de esta edad y se consolidarán dichos procesos hasta la etapa adulta.
Por acomodación se entiende el proceso mediante el cual el sujeto modifica sus esquemas (estructuras cognitivas) para poder incorporar a esa estructura cognoscitiva nuevos objetos. Esto puede lograrse a partir de la creación de un nuevo esquema, o la modificación de un esquema ya existente para que el nuevo estímulo pueda ingresar en él. Por esta razón, suele considerarse este mecanismo como un cambio cualitativo en el esquema. A partir de estos procedimientos, que Piaget denomina funciones cognitivas, se establece el proceso de adaptación y equilibrio cognitivo entre esquema y medio del organismo.
La acomodación consiste en la modificación de la estructura cognitiva o del esquema comportamental para acoger nuevos objetos y eventos que hasta el momento eran desconocidos para el niño (en el caso ya dado como ejemplo, si el objeto es difícil de aferrar, el bebé deberá, por ejemplo, modificar los modos de aprehensión).
Durante estos dos procesos el infante construirá la seriación, la conservación y la clasificación, para ir constituyendo las bases de un nuevo proceso denominado equilibraciones. Con al menos tres tipos diferentes. Siendo solo la desequilibración cognitiva la causante de la formación del conocimiento humano.

## Equilibración
Cuando una nueva información no resulta inmediatamente interpretable basándose en los esquemas preexistentes, el sujeto podría existir la posibilidad de entrar en un momento de crisis, haciendo que busque encontrar nuevamente alguna de las tres equilibraciones (por esto en la epistemología genética de Piaget se habla de una equilibración fluctuante), para esto se producen modificaciones en los esquemas cognitivos del niño,  donde se pueden incorporár las nuevas experiencias, pero con una finalidad, la interpretación, la inferencia o la conclusión a su nivel, los cuales tendrán mayor coherencia para formar sus propias operaciones lógicas.
Como se mencionó, este tipo de equilibración no es estático, siendo un problema para el desarrollo; al buscar la coherencia en cuanto al nuevo conocimiento o información (dicha crisis) pueden ocurrir tres diferentes procesos; equilibración, reequilibración o desequilibrio, siendo de manera esquemática la;
Equilibración: encuentra la lógica pero no es de su interés, formando parte de esquemas, quedando en el inconsciente como información.
Reequilibración: encuentra la lógica, refrescando la información asimilada formando esquemas o reinterpretandolos.
Desequilibración: por su interés hay dudas o comete un error, al no tener satisfecha su lógica, realiza varias actividades para entender la duda o resolver el error es decir un proceso homeostático al equiibrio.
Sin embargo los tres procesos se pueden conjugar también en diferentes posicionamientos, por lo cual se acercan más a estados estacionarios pero dinámicos, con intercambios capaces de construir y mantener un orden estructural en un sistema abierto (Prigione, 1971), es decir destacando que la equilibración no es neutral y puede pasar a las otras dos, dependiendo del pensamiento y las necesidades del sujeto para entender la realidad, es decir de su interés. Esto permite entender que el reequilibrio y el desequilibrio juegan un papel importante; lograr las compensaciones de la perturbación responsable del desequilibrio que motive la investigación y la construcción que caracterizan a la maximización, siendo un devenir continuo y un papel funcional de primera importancia. Sin embargo dichas fluctuaciones se van construyendo en un sistema complejo, por ejemplo como se mencionó anteriormente, puede ocurrir que del error del sujeto pueda, entre otras cosas, lograrse el desequilibrio y reequilibrio para continuar con la construcción del conocimiento (Piaget, 1975).
Es decir el proceso de equilibración no es una meta del conocimiento, y por lo tanto no es lineal, hay diferentes formas de equilibrio; son los desequilibrios mecanismos causales de las equilibraciones y reequilibraciones. Siendo el desarrollo un sistema complejo.

## Equilibraciones maximizadoras
Dichas equilibraciones inician potencialmente en el último estadio de la niñez, con una infinidad de enlaces entre las equlibraciones y reequilibraciones, siendo las más relevantes para el desarrollo las que se pueden generar como las equilibraciones maximizadoras, suscitando la autoorganización. No existe forma de pensar que sea capaz de controlar coherentemente la totalidad de lo real. Son los desequilibrios los que forman el motor de búsqueda, de conocer, ejecuntándose la equilibración y reequilibración bajo estas reglas construidas y ser desencadenadores, de la búsqueda de la coherencia, para llegar a abstaracciones reflexivas,  por ejemplo cuando un adulto hace una lectura de su interés, y encuentra un párrafo que no entiende, regresa al inicio del mismo para leerlo y encontrar la respuesta de lo que no entiende, puede generarle una pregunta  y tratará de buscar por sus propios medios encontrar una respuesta a esa duda que sea lógica para él (abstracción reflexiva). Pero como se ha explicado es una posibilidad que quiera a partir de sus  necesidades o intereses, buscar respuestas o lógica de lo que se está conociendo, razón por la cual Piaget menciona que la equilibración de las estructuras cognitivas son un problema central para el desarrollo (Piaget 1975)
Jean Piaget introduce los Procesos Mentales del niño. A través de sus investigaciones pretende saber cómo piensa, en qué aspectos es muy diferente al pensamiento del adulto. Esto lo consigue explicar en los diferentes estadios o periodos por los que atraviesa el niño, y en los que según este autor, se desarrolla física y mentalmente.
Piaget descartó la idea de que la evolución del pensamiento y el desarrollo cognoscitivo fuese un proceso continuo o simplemente lineal, describiendo en cambio períodos o estadios en los que se configuran determinados esquemas característicos y en los que se generan las condiciones para que se produzca el salto al próximo estadio, caracterizado de una nueva manera y por nuevos esquemas. En algunos estadios prevalece la «asimilación», en otros la «acomodación», para contar con el andamiaje mínimo para entrar más de una década después en las equilibraciones. Definió esencialmente una secuencia de cuatro grandes estadios o períodos, que a su vez se dividen en subestadios. Los estadios se suceden, de acuerdo a la «epistemología genética» piagetiana de modo tal que en cada uno de ellos se generan (a eso se refiere aquí el término «genético») las condiciones cognoscitivas a nivel del pensamiento para que pueda aparecer el estadio siguiente.

### Período sensomotor o sensorio-motriz
Esta etapa abarca de los 0 a los 2 años. En tal estadio el niño usa sus sentidos (que están en pleno desarrollo) y las habilidades motrices para conocer aquello que le circunda, confiándose inicialmente a sus reflejos y, más adelante, a la combinatoria de sus capacidades sensoriales y motrices. Aparecen los primeros conocimientos y se prepara para luego poder pensar con imágenes y conceptos.
Los niños construyen su comprensión del mundo a través de la coordinación de sus experiencias sensoriales (como la visión y la audición) con las acciones físicas y motrices. Comienzan a poner en uso ciertas funciones cognitivas como la memoria y el pensamiento. Se sirven de la imitación para ampliar su repertorio conductual.
Este período de la inteligencia sensorio-motriz puede subdividirse a su vez en otros seis subestadios o subetapas. La secuencia de los estadios es la regularidad más importante para Piaget, no así la edad precisa de su aparición:

#### Uso de los reflejos
Esta etapa se desarrolla desde el nacimiento y se trata de la actividad principal del primer mes de vida, caracterizado por el ejercicio de actos reflejos que obedecen a tendencias instintivas destinadas a la satisfacción de necesidades elementales (la nutrición por ejemplo) relacionadas con determinados reflejos (el reflejo de succión).

#### Reacciones circulares primarias
Este estadio se desarrolla aproximadamente desde 1 mes a 4 meses y medio de vida. Se caracteriza por la reiteración voluntaria de una actividad que ha proporcionado placer. Se dice entonces que el ser humano desarrolla «reacciones circulares primarias», esto es, reitera acciones casuales que primariamente fueron placenteras. Un ejemplo típico es la succión del propio dedo, o de otras partes del cuerpo como sustituto de la succión del pezón. Se denomina primaria porque están centradas en el propio cuerpo. Cabe señalar aquí, que el reflejo de succión del propio dedo ya existe en la vida intrauterina.

#### Reacciones circulares secundarias
Entre el cuarto mes y medio de vida y aproximadamente los 4 a 8 meses, principalmente gracias a la aparición de la capacidad de coordinar los movimientos de las extremidades con los de los globos oculares, el infante puede realizar una prensión dirigida de los objetos («supervisada» visualmente), con lo que su comportamiento puede ahora orientarse hacia el ambiente externo, buscando aprender o mover objetos de manera dirigida, observando los resultados de sus acciones. Así, por ejemplo, puede repetir un esquema para reproducir un determinado sonido y obtener nuevamente la gratificación que le provoca. Sobre la base de estas reacciones circulares secundarias se instalan los primeros hábitos motores y se estructuran percepciones mejor estructuradas.
Se inicia el concepto de causalidad mágica fenoménica por el que se establece una relación de causa y efecto entre hechos que se suceden a la vez. Por ejemplo, si el niño mueve la mano y se enciende una luz en ese momento, el niño repetirá esa acción para que se vuelva a producir, ya que pensará que su acción produce ese efecto.

#### Coordinación de esquemas secundarios
Se denomina así al estadio entre los 8 o 9 meses y los 11 o 12 meses caracterizado por la coordinación de los esquemas sensomotores secundarios con el objeto de su generalización y aplicación a situaciones nuevas.

#### Reacciones circulares terciarias
Ocurren entre los 13 y los 17 meses de vida. Consisten en el mismo proceso descrito anteriormente aunque con importantes variaciones, siendo la principal de ellas el utilizar nuevos medios para conseguir un objetivo que ya le es conocido. Por ejemplo, tomar un objeto y utilizarlo para alcanzar a tocar diversas superficies. Es en este momento que el infante comienza a tener noción de la permanencia de los objetos. Antes de este momento, si el objeto no está en el campo alcanzable por sus sentidos, para él, literalmente, el objeto "no existe".

#### Aparición incipiente del pensamiento simbólico
Tras los 18 meses el niño está ya potencialmente capacitado para anticipar los efectos simples de las acciones que está realizando, o ya puede realizar una rudimentaria descripción de algunas acciones diferidas u objetos no presentes pero que ha percibido. Está también capacitado para efectuar secuencias de acciones con propósito definido tales como utilizar un objeto para abrir una puerta, utilizar a modo de «herramienta» un palo para atraer hacia sí un objeto que está fuera de su alcance. Comienzan, además, los primeros juegos simbólicos, es decir, los que proponen una situación imaginada, del tipo «hacer como si...» o «jugar a que...».

### Estadio preoperatorio o preoperacional
El estadio preoperatorio o preoperacional es el segundo de los cuatro estadios. Sigue al estadio sensoriomotor y tiene lugar aproximadamente entre los dos y los siete años de edad.
Esta etapa está marcada por el egocentrismo, es una etapa basada en el mí, mío y yo. Piaget afirmaba que en esta etapa, los niños aún muestran aspectos inmaduros. Un claro ejemplo de ello puede verse en la práctica de la conservación. Según Piaget, la conservación es la capacidad que tiene un niño para corroborar que dos materiales iguales siguen siendo idénticos después de que uno de ellos haya sufrido alguna transformación. Se realizaron diversos tipos de experimentos sobre ello. El experimento de líquido, por ejemplo, consiste en verter el contenido de un vaso a una probeta y preguntar al niño hasta dónde cree que va a llegar el líquido. Seguramente responderá erróneamente que a la misma altura que en el vaso, porque no ha tenido en cuenta que las dimensiones del nuevo recipiente (alto y delgado) influyen en el resultado.
Su conversación se conoce como monólogos colectivos. representan conceptos desarrollando y utilizando símbolos, usualmente en forma de palabras.
Son procesos característicos de esta etapa: el juego simbólico, la centración, la intuición, el animismo, el egocentrismo, la yuxtaposición y la falta de reversibilidad (incapacidad de conservar propiedades –de un objeto–).
La etapa preoperacional inicia cuando el niño comienza a aprender a hablar a los dos años y se prolonga hasta la edad de siete años.
Durante la etapa preoperacional del desarrollo cognitivo, Piaget notó que los niños no comprenden la lógica concreta y no pueden manipular mentalmente la información. El incremento del juego en los niños y pretender se presenta en esta etapa. Sin embargo, los niños aún tienen problemas para ver las cosas desde diferentes puntos de vista.
El juego infantil se caracteriza principalmente por el juego simbólico y la manipulación de símbolos. Tal juego es demostrado en la idea de que las fichas de damas fueran galletitas, piezas de papel que son platos, y que una caja es una mesa.
Su observación de símbolos ejemplifica la idea de jugar con la ausencia de los objetos reales involucrados. Al observar secuencias de juego, Piaget fue capaz de demostrar que, alrededor del segundo año, una clase cualitativamente nueva de función psicológica ocurre, llamada Etapa Pre-operacional [Santrock, John W. (2004). Life-Span Development (9th Ed.). Boston, MA: McGraw-Hill College - Chapter 8].
La etapa pre-operacional es dispersa y lógicamente inadecuada para considerar operaciones mentales. Los niños son capaces de formar conceptos estables así como creencias mágicas; sin embargo siguen sin ser capaces de realizar operaciones (tareas que el niño puede hacer mentalmente 'más bien' que físicamente).
El pensamiento en esta etapa es aún egocéntrico, lo que significa que el niño tiene dificultad en ver el punto de vista de otros. La etapa preoperacional se divide en dos subetapas: la etapa de la función simbólica, y la subetapa del pensamiento intuitivo.
La subetapa de la función simbólica es cuando los niños son capaces de entender, representar, recordar, y crear imágenes de objetos en sus mentes sin tenerlo frente a ellos.
La subetapa del pensamiento intuitivo es cuando los niños tienden a formular las preguntas de "¿Por qué?" y "¿Cómo?". Esta etapa es cuando los niños lo quieren saber todo [Santrock, John W. (2004). Life-Span Development (9th Ed.). Boston, MA: McGraw-Hill College - Chapter 8].

#### Subetapas preoperacionales
La importancia del periodo preoperacional y después de la función semiótica o también llamada función simbólica es fundamental en nuestro desarrollo de aprendizaje entre el primer año de vida hasta los dos años, y es así porque tiene relación directa con el inicio de la existencia para el bebe de los objetos, el espacio, la casualidad y el tiempo. Como primer inicio más específico de la existencia de los objetos, se da a los 18 meses en adelante.
Subetapa de la función simbólica
Desde los dos años de edad los niños se ven usando símbolos para representar modelos físicos del mundo a su alrededor. Esto se demuestra mediante el dibujo de su familia, en el cual las personas no son dibujadas a escala o cuando sin precisión en los rasgos físicos. El niño sabe que no son exactos pero no parece ser algo de importancia para ellos. 
Una de las cosas más destacables de la subetapa de la función simbólica es que durante esta las personas empiezan a formarse una imagen de los individuos que les rodean y empiezan a buscar el significado de los objetos y de todo lo que les rodea en su entorno.   
Subetapa del pensamiento intuitivo
Entre los cuatro y los siete años de edad, los niños tienden a volverse muy curiosos y hacer muchas preguntas, comenzando el uso del razonamiento primitivo. Emerge el interés de razonar y buscar conocer porqué las cosas son como son. Piaget la llamó "subetapa intuitiva" porque los niños se dan cuenta de que tienen una vasta cantidad de conocimiento, pero no se dan cuenta de cómo lo han adquirido. Centración, conservación, irreversibilidad, inclusión de clases, e interferencia transitiva son todas características del pensamiento preoperacional.

### Estadio de las operaciones concretas
De 7 a 12 años de edad. Cuando se habla aquí de operaciones se hace referencia a las operaciones lógicas usadas para la resolución de problemas. El niño en esta fase o estadio ya no solo usa el símbolo, es capaz de usar los símbolos de un modo lógico y, a través de la capacidad de conservar, llegar a generalizaciones atinadas.
Alrededor de los 6/7 años el niño adquiere la capacidad intelectual de conservar cantidades numéricas: longitudes y volúmenes líquidos. Aquí por 'conservación' se entiende la capacidad de comprender que la cantidad se mantiene igual aunque se varíe su forma. Antes, en el estadio preoperativo por ejemplo, el niño ha estado convencido de que la cantidad de un litro de agua contenido en una botella alta y larga es mayor que la del mismo litro de agua trasegado a una botella baja y ancha (aquí existe un contacto con la teoría de la Psicología de la Gestalt). En cambio, un niño que ha accedido al estadio de las operaciones concretas está intelectualmente capacitado para comprender que la cantidad es la misma (por ejemplo un litro de agua) en recipientes de muy diversas formas.
Alrededor de los 7/8 años el niño desarrolla la capacidad de conservar los materiales. Por ejemplo: tomando una bola de arcilla y manipulándola para hacer varias bolillas el niño ya es consciente de que reuniendo todas las bolillas la cantidad de arcilla será prácticamente la bola original. A la capacidad recién mencionada se le llama reversibilidad.
Alrededor de los 9/10 años el niño ha accedido al último paso en la noción de conservación: la conservación de superficies. Por ejemplo, puesto frente a cuadrados de papel se puede dar cuenta que reúnen la misma superficie aunque estén esos cuadrados amontonados o aunque estén dispersos.

### Estadio de las operaciones formales
Desde los 12 en adelante (toda la vida adulta).
El sujeto que aún se encuentra en el estadio de las operaciones concretas tiene dificultad en aplicar sus conocimientos o habilidades, adquiridos en situaciones concretas, a situaciones abstractas. Si un adulto le dice "no te burles de él porque es gordo... ¿qué dirías si te sucediera a ti?", la respuesta del sujeto en el estadio de las operaciones concretas sería: YO no soy gordo. Debido a la incapacidad de considerar a nivel de pensamiento dos variables a la vez, o por el hecho de no haber accedido a la noción de conservación, antes del estadio de las operaciones formales un sujeto podría, por ejemplo, pensar que tras ordenar su maleta, esta pesará menos porque tiene más espacio libre.
De acuerdo con esta teoría, desde los 12 años en adelante el cerebro humano estaría potencialmente capacitado para las funciones cognitivas realmente abstractas, puesto que ya estarían afianzadas todas las nociones de conservación, existiría la capacidad para resolver problemas manejando varias variables, la reversibilidad del pensamiento ya se puede manejar en forma simultánea y se podría así acceder al razonamiento hipotético deductivo. A este conjunto de características del pensamiento adulto Piaget las llamó «estadio de las operaciones formales».
Equilibración de las estructuras cognitivas
Las tres clases de equilibraciones, son el resultado del progresivo ajustamiento de la asimilación y acomodación, que ocurren de manera espontánea o intuitiva por tanteos sucesivos eliminando los fracasos y reteniendo los éxitos; pero en la medida que el sujeto busca en ellas una regulación, es decir tiende a obtener una estabilidad coherente, se hace necesario entonces utilizar las exclusiones de forma sistemática, asegurando solo el equilibrio con una exacta correspondencia de afirmaciones y negaciones.
«La equilibración progresiva, es un proceso indispensable del desarrollo, un proceso cuyas manifestaciones se modificarán en cada estadio en el sentido de un mejor equilibrio tanto en su estructura cualitativa como en su campo de aplicación» (La equilibración de las estructuras cognitivas. Problema central del desarrollo, Piaget, 1975).

## Designaciones principales
- 1921-25. Director de Investigación, Instituto Jean-Jacques Rousseau, Ginebra.
- 1925-29. Profesor de Psicología, Sociología y Filosofía de la Ciencia, Universidad de Neuchatel.
- 1929-39. Profesor de Historia del Pensamiento Científico, Universidad de Ginebra.
- 1929-67. Director, Oficina Internacional de Educación, Ginebra.
- 1932-71. Director, Instituto de Ciencias de la Educación, Universidad de Ginebra.
- 1938-51. Profesor de Psicología Experimental y Sociología, Universidad de Lausanne.
- 1939-51. Profesor de Sociología, Universidad de Ginebra.
- 1940-71. Profesor de Psicología Experimental, Universidad de Ginebra.
- 1952-64. Profesor de Psicología Genética, Sorbonne, París.
- 1955-80. Director, Centro Internacional de Epistemología Genética, Ginebra.
- 1971-80. Profesor Emérito, Universidad de Ginebra.

### Otras designaciones
- Presidente

Comisión Suiza UNESCO
Sociedad Suiza de Psicología
Asociación de Lengua Francesa de Psicología Científica
- Codirector: Departamento de Educación, UNESCO.

- Miembro: Consejo Ejecutivo, UNESCO y otras 20 sociedades académicas

- Coeditor: Archives de Psychologie y otras siete revistas científicas

#### Doctorados honoríficos
- 1936 Universidad de Harvard
- 1946 Sorbonne
- 1949 Universidad de Río de Janeiro
- 1949 Bruxelles
- 1953 Chicago
- 1954 McGill
- 1958 Warsaw
- 1959 Mánchester
- 1960 Oslo
- 1960 Universidad de Cambridge
- 1962 Brandeis
- 1964 Montreal
- 1964 Aix-Marseille
- 1966 Pensilvania
- 1966 Universidad de Barcelona
- 1970 Universidad de Yale

### Premios
- Premio Erasmus (1972) y otros 11 premios internacionales.

## Publicaciones
[N del T: cuando ha sido posible se han sustituido las referencias en inglés o francés por las disponibles al castellano].
- Bibliografía. Piaget publicó más de 50 libros y 500 artículos así como también 37 volúmenes en la serie de "Etudes d'Epistémologie Génétique" [Estudios de Epistemología Genética]. La mayoría de estas publicaciones figuran en:

- Jean Piaget Archives Foundation (1989). The Jean Piaget Bibliography [La Bibliografía de Jean Piaget]. Ginebra: Jean Piaget Archives Foundation. ISBN 288288012X.

Se encuentra disponible una clasificación por década de estas publicaciones del período 1919-1980 en el Prefacio a:
Smith, L. (1993). Necessary knowledge [Conocimiento Necesario]. Hove: Erlbaum Associates Ltd.

### Principales obras de Jean Piaget
- La representación del mundo en el niño (1926, en castellano en 1973, Madrid: Ediciones Morata. Escrito por Jean Piaget y otros diez colaboradores).
- El lenguaje y el pensamiento en el niño (1931)
- El juicio y el razonamiento en el niño (1932)
- El criterio moral en el niño (1934)
- El nacimiento de la inteligencia en el niño (1936)
- El desarrollo de la noción del tiempo (1946)
- La formación del símbolo en el niño (1946)
- La psicología de la inteligencia (1947)
- Introducción a la epistemología genética (1950)
- Seis estudios de psicología (1964)
- Memoria e inteligencia (1968)
- Psicología y pedagogía (1969)
- Psicología del niño (primera edición 1969 y última en 2015, con Bärbel Inhelder. Madrid. Ediciones Morata).
- La Composición de las fuerzas y el Problema de los Vectores (1975) Madrid. Ediciones Morata.
- La equilibración de las estructuras cognitivas, un problema del desarrollo (1975)
- La Toma de Conciencia (1976) con otros trece colaboradores. Madrid. Ediciones Morata.
- Estudios sociológicos (1977)
- Investigaciones sobre las correspondencias (1980)
- Psicogénesis e historia de la ciencia (1982, junto a Rolando García)
- Las formas elementales de la dialéctica (1980, en castellano en 1982).
- Hacia una lógica de las significaciones (1987, póstuma, junto a Rolando Gacía)
- Morfismos y categorías (1990, póstuma, junto a Henriques, Ascher y Papert)

### Autobiografías
- Piaget, J. (1952). Autobiography [Autobiografía]. En E. Boring (ed.) History of psychology in autobiography. Vol. 4. Worcester, MA: Clark University Press
- Piaget, J. (1976). Autobiographie [Autobiografía]. Revuee Européenne des Sciences Sociales, 14 (38-39): 1-43

### Trabajos principales
- 1918, Recherche [Búsqueda]. Lausanne: La Concorde
- 1924, Le jugement et le raisonnement chez l´enfant [El juicio y el razonamiento en el niño. Madrid: La Lectura, 1929. Reedición, 1972; Buenos Aires: Guadalupe]
- 1936, La naissance de l’intelligence chez l’enfant. [El nacimiento de la inteligencia en el niño. Madrid: Aguilar, 1969]
- 1957, La construction du réel chez l’enfant. [La construcción de lo real en el niño. Buenos Aires: Proteo, 1965]
- 1941, La genèse du nombre chez l´enfant (con Alina Szeminska). [La génesis del número en el niño. Buenos Aires: Guadalupe, 1967]
- 1946, La formation du symbole chez l´enfant. [La formación del símbolo en el niño. México: Fondo de Cultura Económica, 1961]
- 1949, Traité de logique. Essai de logistique opératorie. [Ensayo de lógica operatoria. Buenos Aires: Guadalupe, 1977]
- 1950, Introduction à l'épistémologie génétique. [Introducción a la Epistemología Genética. T1: El pensamiento matemático. T2: El pensamiento físico. T 3: El pensamiento biológico, el pensamiento psicológico y el pensamiento sociológico. Buenos Aires: Paidós, 1975]
- 1954, Les relations entre l´intelligence et l´affectivité dans le développement de l´enfant. [Inteligencia y Afectividad. Buenos Aires: AIQUE, 2001]
- 1955, De la logique de l'enfant à la logique de l'adolescent: Essai sur la construction des structures opératoires (con Bärbel Inhelder). [De la lógica del niño a la lógica del adolescente. Buenos Aires: Paidós, 1972]
- 1962, Commentary on Vygotsky's criticisms. New Ideas in Psychology, 13, 325-40, 1995
- 1965, Etudes Sociologiques. [Estudios sociológicos. Barcelona: Ariel, 1977]
- 1967, Logique et connaissance scientifique. [Lógica y conocimiento científico. Buenos Aires: Proteo, 1979]
- 1967, Biologie et connaissance. [Biología y Conocimiento. Madrid: Siglo XXI, 1969]
- 1970, Piaget's theory. [La teoría de Piaget. Monografías de Infancia y Aprendizaje, 2, 1981]
- 1970, Main trends in psychology. [Corrientes principales en psicología] London: George Allen & Unwin, 1973
- 1975, L'équilibration des structures cognitives: problème central du développement. [La equilibración de las estructuras cognitivas. Problema central del desarrollo. Madrid: Siglo XXI, 1978
- 1977, Recherches sur l'abstraction réfléchissante (1). L'abstraction des relations logico-arithmétiques [Investigaciones sobre la abstracción reflexionante. I. La abstracción de las relaciones lógico- matemáticas. Buenos Aires: Huemul, 1979]
- 1977, Essay on necessity [Ensayo sobre la necesidad]. Human Development, 29, 301-14, 1986
- 1981, Le Possible et le Nécessaire (1): L'évolution des possibles chez l'enfant. [Lo posible y lo necesario. La evolución de los posibles en el niños] (traducción portuguesa, 1986)
- 1983, Psychogenèse et historie des sciences (con Rolando García) [Psicogénesis e Historia de las Ciencias. México: Siglo XXI, 1982]
- 1987, Vers une logique des significations (con Rolando García). [Hacia una lógica de los significados. Barcelona: Gedisa, 1989]
- 1990, Morphismes et catégories. [Morfismos y categorías]. Neuchatel, París: Delachaux et Niestlé

### Instituciones académicas relacionadas con la obra de Jean Piaget
Archivos Jean Piaget (creados en 1974, Ginebra, Suiza): http://www.unige.ch/piaget/
Base de datos Alejandría (dependiente de los Archivos Jean Piaget): http://ael.archivespiaget.ch/
Fundación Jean Piaget para investigaciones psicológicas y epistemológicas (creada en 1976, Ginebra, Suiza): http://www.fondationjeanpiaget.ch/fjp/site/es/traduction/accueil/index.php
Jean Piaget Society: Society for the Study of Knowledge and Development (institución académica internacional, creada en 1970): http://www.piaget.org/

### Agradecimientos
Esta información es una adaptación de una revisión biográfica sobre el trabajo de Jean Piaget de:
- Smith, L. (1997). Jean Piaget. In N. Sheehy, A. Chapman. W.Conroy (eds). Biographical dictionary of psychology. London: Routledge.

## Efemérides

### Día del Psicopedagogo
- El 17 de septiembre de cada año, se celebra en su honor el «Día del Psicopedagogo», efeméride instaurada en un congreso de profesionales realizado en esa fecha del año 1982 y establecida en el acta de fundación de la Federación Argentina de Psicopedagogos. Aunque se trataba inicialmente de una celebración argentina, se ha ido extendiendo hacia otros países.[7][8] Esta fecha se habría fijado en conmemoración del fallecimiento de Jean Piaget, aunque en realidad su deceso ocurrió un día antes (el 16 de septiembre).